# Douglas Hyde
Ne pas confondre avec Douglas Arnold Hyde (8 April 1911, Worthing, Sussex — 19 September 1996, Kingston Upon Thames).
Pour les articles homonymes, voir Hyde.
Douglas Hyde (17 janvier 1860 - 12 juillet 1949) est un homme d'État, poète, écrivain et professeur irlandais, premier président d'Irlande du 25 juin 1938 au 25 juin 1945.

## Biographie
Fils de pasteur, Douglas Hyde naît dans le comté de Roscommon. Il fait ses études au Trinity College de Dublin et se passionne pour le gaélique et le folklore traditionnel irlandais. L'un de ses professeurs au Trinity College, fut Canon James Goodman, prêtre collecteur de musique traditionnelle, et joueur de flûte et de uilleann pipes.
Il publie d'abord des poèmes, sous le pseudonyme de An Craoibhín Aoibhinn (« La petite branche plaisante »), puis les contes qu'il a recueillis à l’occasion de ses rencontres avec les paysans irlandais : Leabhar Sgéuluigheachta (« Le livre de Contes », 1889). Très productif, il enchaînera pièces de théâtre, livres de contes et autres publications poétiques.
En 1893, il fonde, avec Eoin Mac Néill et le père O’Growney, la Ligue gaélique, dont il restera le président jusqu’en 1915. En 1909, il devient le premier professeur d’irlandais moderne à l’University College of Dublin.

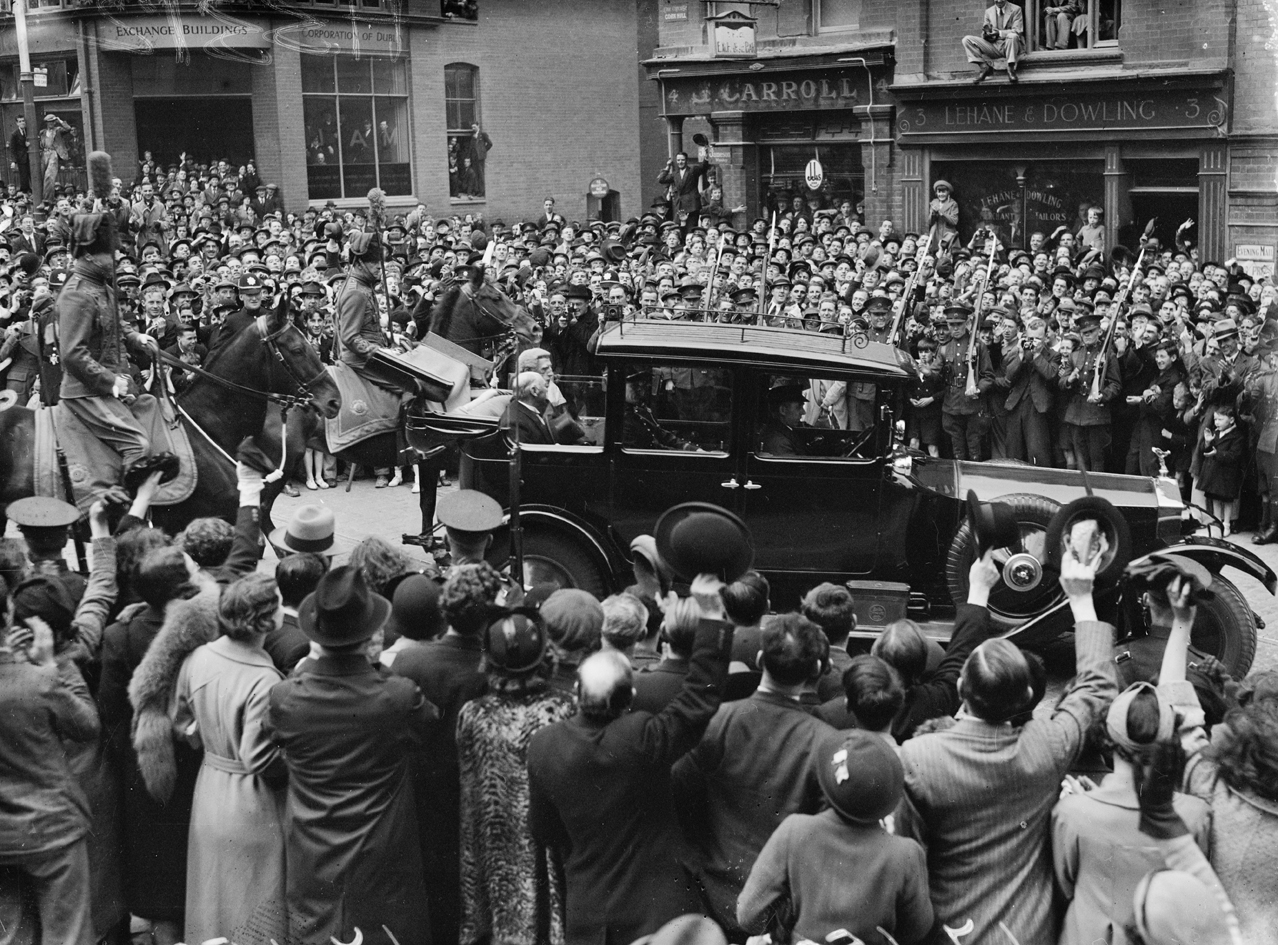
Investiture de Douglas Hyde, 25 juin 1938.

Il devient sénateur de l'État libre d'Irlande en 1925. L'Irlande en fait son premier président, fonction qu'il exerce de 1938 à 1945. Seul candidat à se présenter à cette fonction, il est déclaré élu sans vote.